# Homolocha novoguineae
Homolocha novoguineae är en fjärilsart som beskrevs av Bethune-Baker 1908. Homolocha novoguineae ingår i släktet Homolocha och familjen nattflyn. Inga underarter finns listade i Catalogue of Life.